# Artoriopsis dubia
Espèce
Artoriopsis dubia est une espèce d'araignées aranéomorphes de la famille des Lycosidae.

## Distribution
Cette espèce est endémique d'Australie-Occidentale. Elle se rencontre dans le quart sud-ouest de l'état.

## Description
Le mâle holotype mesure 3,98 mm et la femelle paratype 6,36 mm.

## Systématique et taxinomie
Cette espèce a été décrite par do Prado et Framenau en 2024.

## Publication originale
- do Prado & Framenau, 2024 : « A new species in the wolf spider genus Artoriopsis from Western Australia (Araneae, Lycosidae, Artoriinae). » Australian Journal of Taxonomy, vol. 49, p. 1-6 (texte intégral).